# Карна
Ка́рна (санскр. कर्ण, IAST: Karṇa, «чуткий», «ушастый») — один из центральных героев эпоса древней Индии «Махабхарата», сильнейший витязь сказания и воплощение доблести и чести. На знамени Карны золотая подпруга слона. В образе и судьбе Карны нашли отражение важные общеэпические сюжетные мотивы.

## Повествование
Карна имеет божественное происхождение, его родители — царевна Кунти и бог солнца Сурья: некогда отшельник Дурваса наградил Кунти за благонравие мантрой, с помощью которой она могла вызвать любого бога для приобретения потомства. До рождения Карны его небесный отец изрекает пророчество о том, что Карне суждено стать величайшим воином (ср. с пророчеством о великой судьбе кельтского героя Кухулина). Карна появился на свет в результате девственного рождения и стал подкидышем, так как был внебрачным ребёнком, и юная мать пустила младенца в корзине по реке (ср. другими пущенными по водам подкидышами с уготованной великой судьбой: Моисеем, Саргоном, Ремом и Ромулом, Персеем).
Воспитанный в приёмной семье возницы, Карна становится врагом своих братьев принцев Пандавов (сыновей Кунти и царя Панду) и побратимом их главного противника принца Дурьодханы, вместе с которым замышляет козни против Пандавов. При рождении Карна получает от небесного отца золотой панцирь и серьги — залог неуязвимости. Брахманы нарекают подкидыша Васушеной, именем, допускающим, по мнению С. Л. Невелевой троякую интерпретацию: «Владетель несметных богатств», «Владетель богатого копья» и «Владетель богатой рати». Все три варианта имени окажутся пророческими. В юности Карна проходит обучение воинскому искусству у наставника Пандавов и Кауравов Дроны, а затем у отшельника Парашурамы. Дрона Карну невзлюбил, а Пандавы подвергали его травле. Парашурама предрёк Карне великую славу, но проклял его за обман: чтобы выведать у гневливого аскета тайну владения небесным оружием, Карна выдал себя за брахмана, обрив голову и оставив шикху. Карна всю жизнь страдает из-за низкого социального статуса: будучи подкидышем, он лишён обряда посвящения кшатрия. Происками Индры (небесного отца героя Арджуны — среднего из пятерых Пандавов и главного соперника Карны), Карна лишается неуязвимости. Это происходит, когда коварный Индра в обличье брахмана просит у Карны в качестве дара его волшебные серьги и панцирь. Считая бесчестным отказать брахману в даре (хотя и зная, что под личиной брахмана скрывается Индра), Карна срезает приросшие к телу серьги и панцирь, а взамен получает у Индры магическое копьё (см. выше одно из имён-пророчеств). По этому подвигу (ср. с нанесением увечий при инициации) герой вместо детского имени «Васушена» получает взрослое имя «Карна» («срезающий»), как и положено после символизирующего смерть и новое рождение обряда инициации. В великой Битве на Курукшетре между благородными Пандавами и их антагонистами Кауравами, возглавляемыми Дурьодханой, Карне предстоит сразиться на стороне Кауравов против своих братьев.
Перед битвой из-за ссоры с военачальником и дедом Кауравов Бхишмой Карна временно отказывается сражаться — параллель поведению Ахилла «Илиады». Кришна в секретной беседе открывает Карне тайну его рождения и предлагает царский трон в награду за переход на сторону братьев (по праву рождения, Карна — старший из братьев). Карна, в нарушение стандартного эпического сюжета воссоединения подкидыша с царской семьёй, отказывается, так как считает бесчестным предать побратима и бросить престарелых приёмных родителей (ср. с пастушком Парисом, радостно признавшим Приама и Гекубу своими истинными родителями). После Кришны с Карной встречается бросившая его в младенчестве мать, и по её просьбе Карна обещает пощадить в битве четверых Пандавов, и только с Арджуной собирается сражаться насмерть.
На десятый день сражения обидчик Карны Бхишма повержен, и Карна берётся за оружие. В решающем поединке между Арджуной и Карной все, включая верховного бога Брахму, ополчаются против Карны. Его возница дядя Пандавов царь Шалья деморализует Карну коварными речами. Несмотря на мощь Карны и его непревзойдённое искусство во владении оружием, он обречён, так как Арджуну защищает сам Кришна (об этом Карну ещё до битвы предупредил Индра). Когда колесница Карны из-за проклятия брахмана вязнет в земле и схватка по правилам должна быть приостановлена, Арджуна по настоянию своего возницы Кришны поспешно убивает Карну: Кришна считает, что в честном поединке Карна непобедим. Карну со всех сторон окружают подвох и предательство: даже клявшийся ему в вечной дружбе побратим Дурьодхана не собирается мстить за его гибель (ср. с яростью Ахилла, мстящего за Патрокла, и ирландского героя Коналла Кернаха, мстящего за своего друга Кухулина).
Только после гибели Карны Пандавы узнают, что он был их братом. Карна представляет необычный для эпоса образ трагического героя, который неукоснительно придерживался высоких этических норм и, как объясняет в XII книге «Махабхараты» божественный мудрец Нарада, на протяжении всей жизни становился жертвой предательств и унижений: Карна «был проклят и предан множество раз».

## В массовой культуре
Карна появляется в огромном количестве фильмов, сериалов и постановок по Махабхарате.
Карна — важный и популярный персонаж медиафраншизы Fate от японской Type-Moon.